# Pawiak

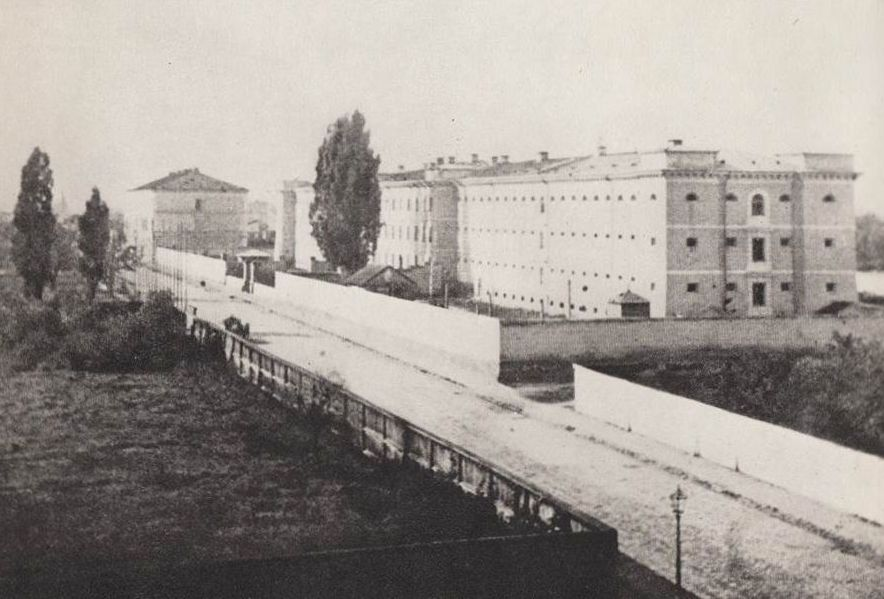
Kompleks więzienny w 1864. Na pierwszym planie budynek główny (oddziału męskiego), w oddali budynek Serbii, oddziału kobiecego Pawiaka

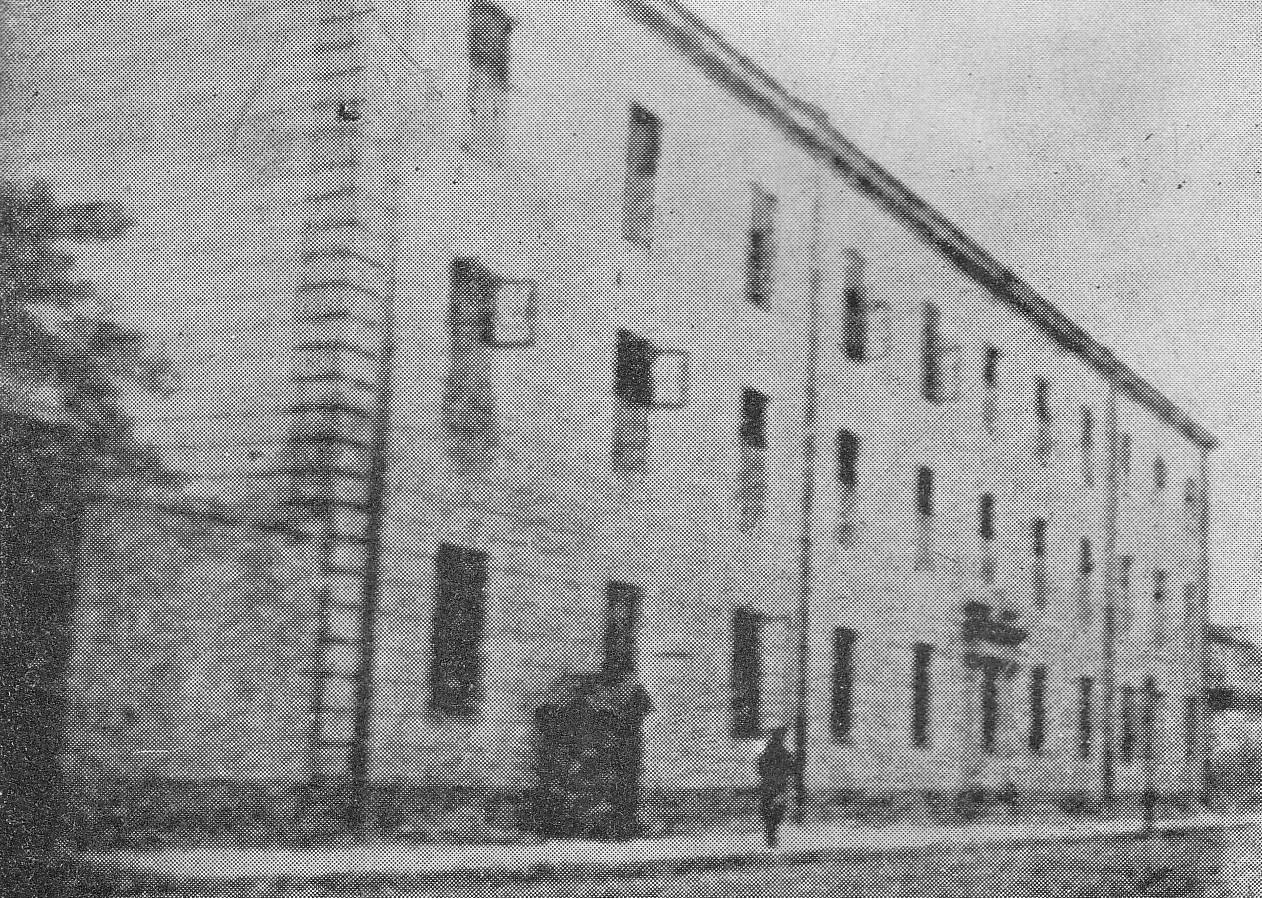
Budynek Serbii

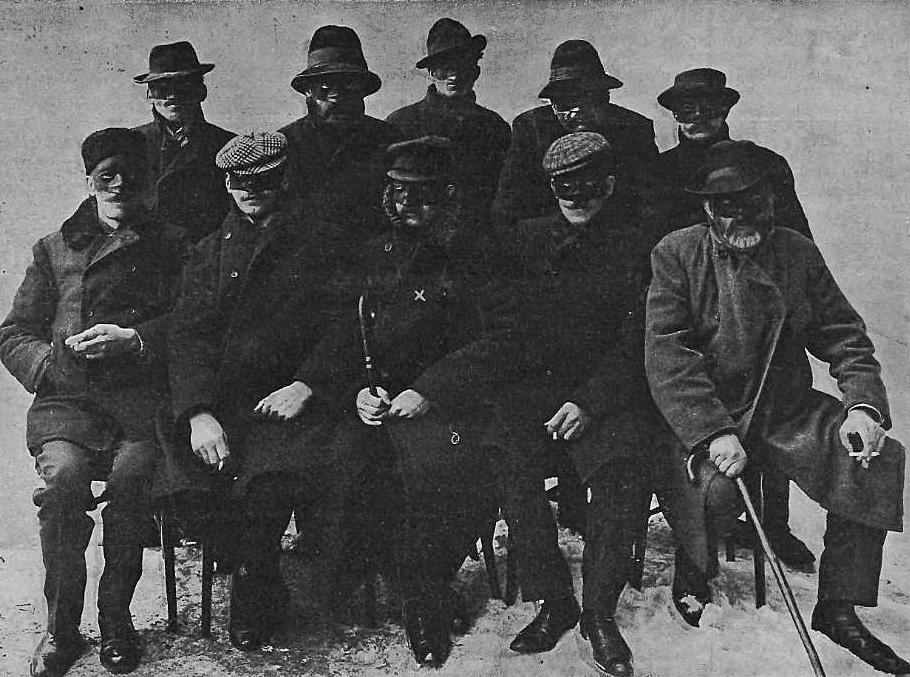
Uczestnicy akcji odbicia więźniów z 24 kwietnia 1906

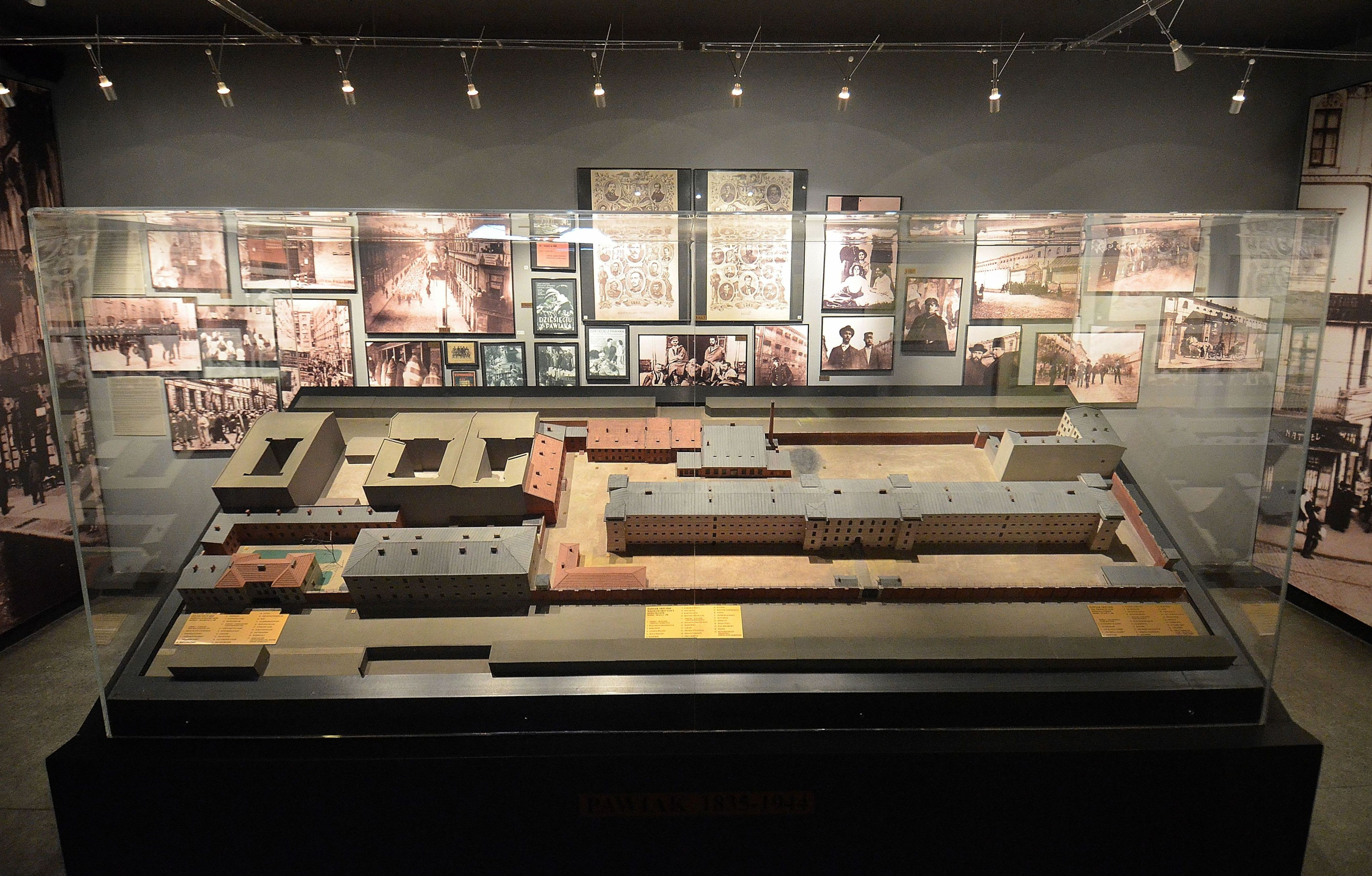
Makieta Pawiaka w Muzeum Więzienia Pawiak

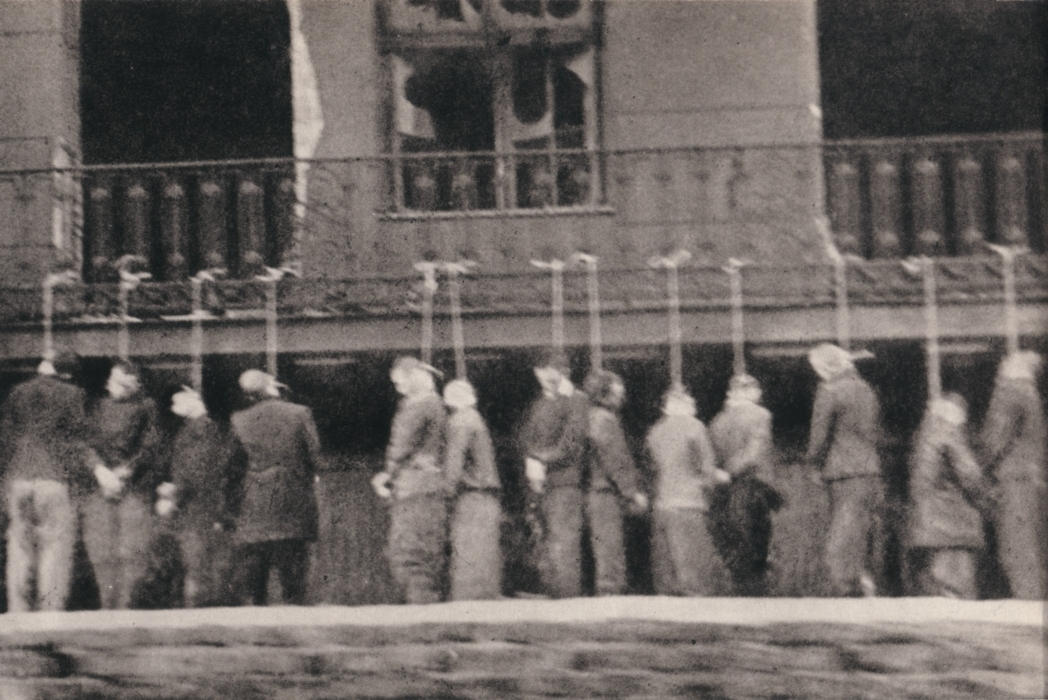
Egzekucja więźniów Pawiaka na ul. Leszno w Warszawie (11 lutego 1944)

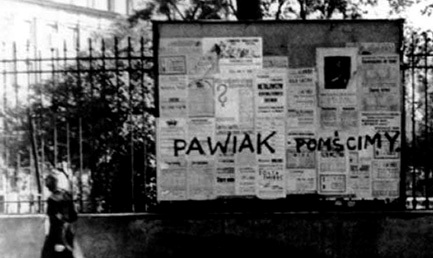
Napis wykonany przez harcerzy z organizacji „Wawer” na tablicy ogłoszeniowej umieszczonej na ogrodzeniu ogrodu BGK przy ul. Brackiej

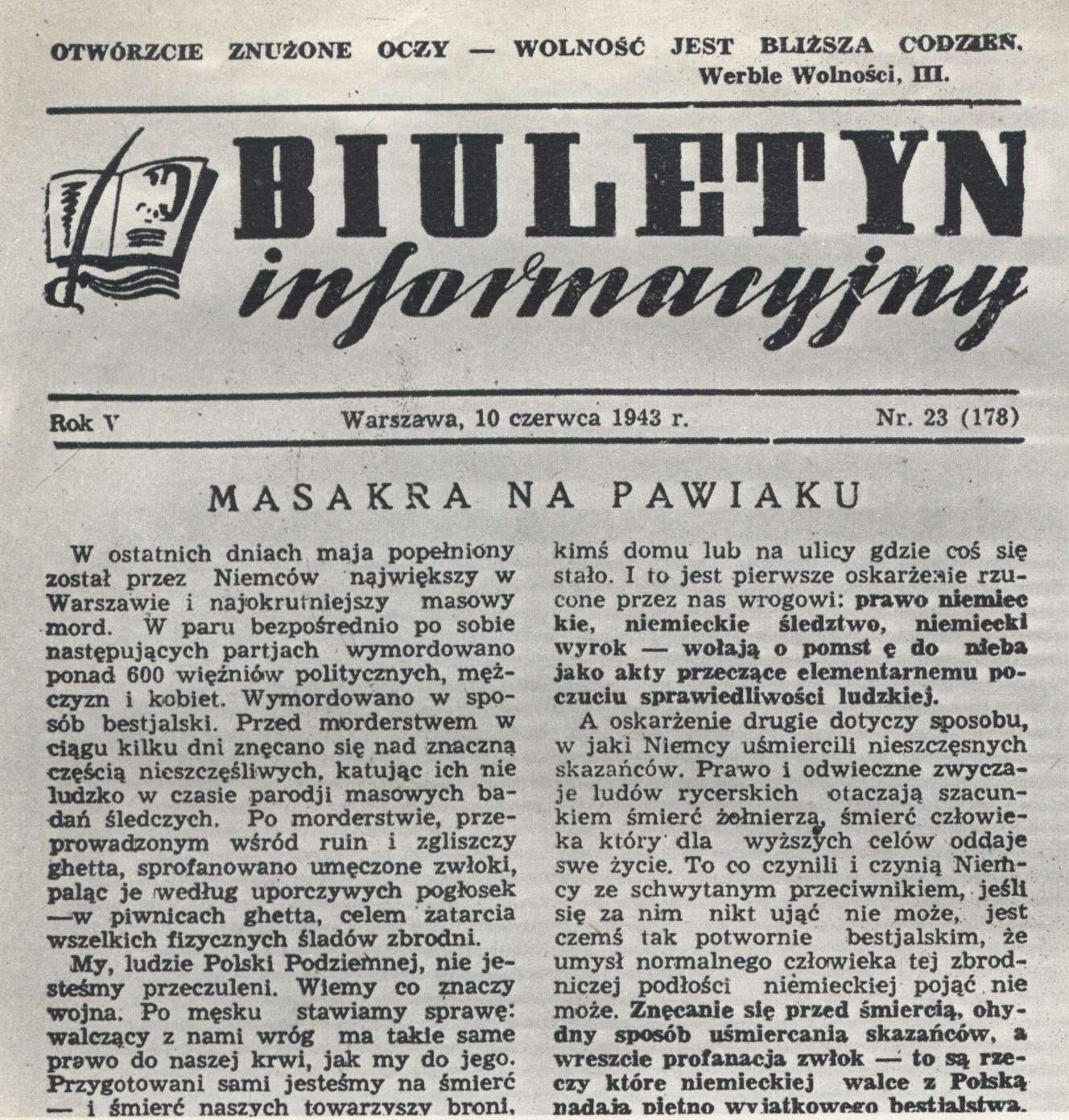
Artykuł w Biuletynie Informacyjnym z 10 czerwca 1943, informujący o kolejnej masakrze więźniów Pawiaka

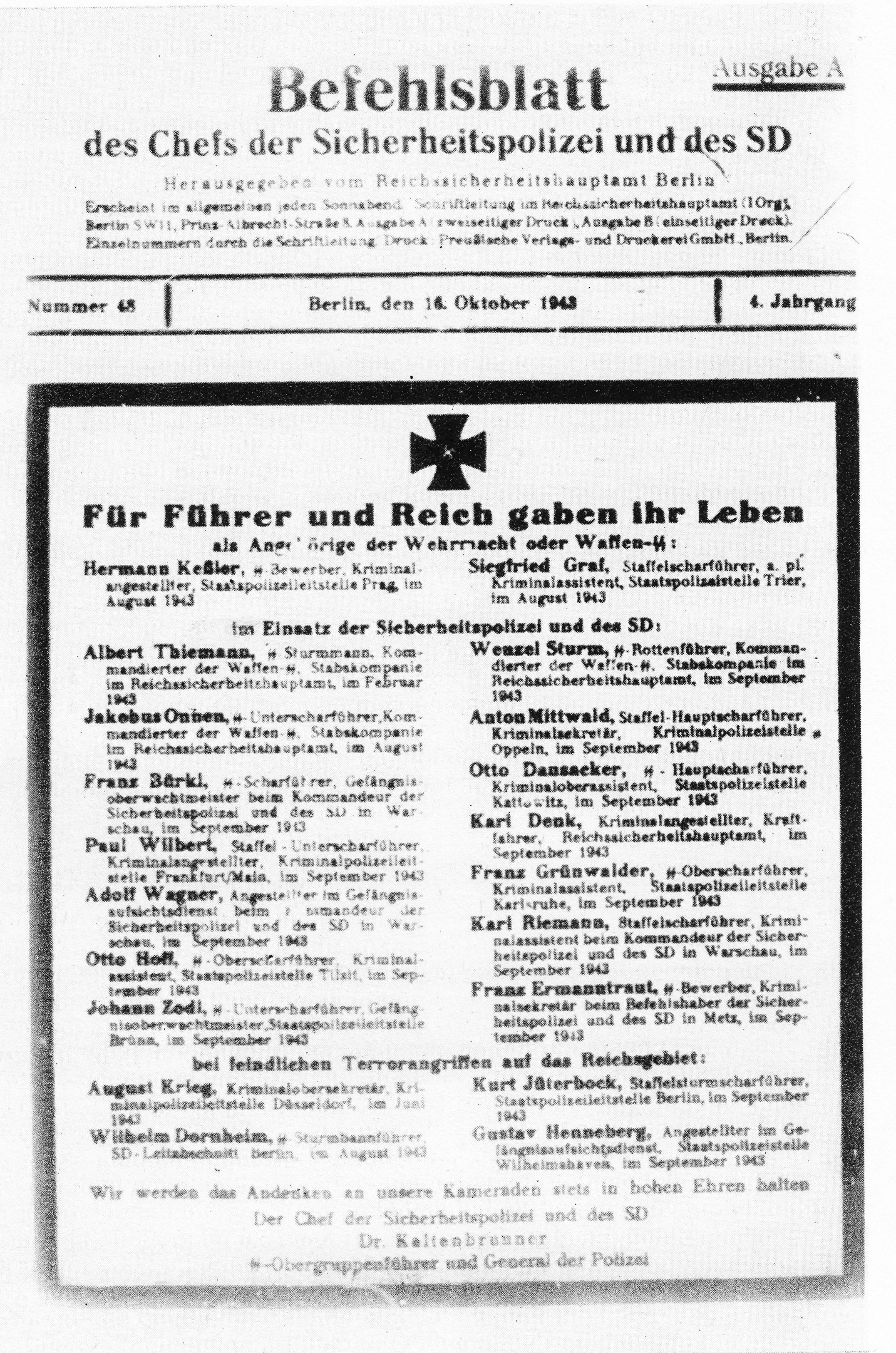
Strona tytułowa „Befehlsblatt des Chefs der Sicherheitspolizei und des SD” z 16 października 1943 wydawanego przez Główny Urząd Bezpieczeństwa Rzeszy w Berlinie z nazwiskami funkcjonariuszy policji bezpieczeństwa, którzy „oddali życie za Führera i Rzeszę”, wśród nich Franza Bürkla, Karla Riemanna i Adolfa Wagnera z załogi Pawiaka, którzy zginęli z rąk polskiego Państwa Podziemnego we wrześniu 1943

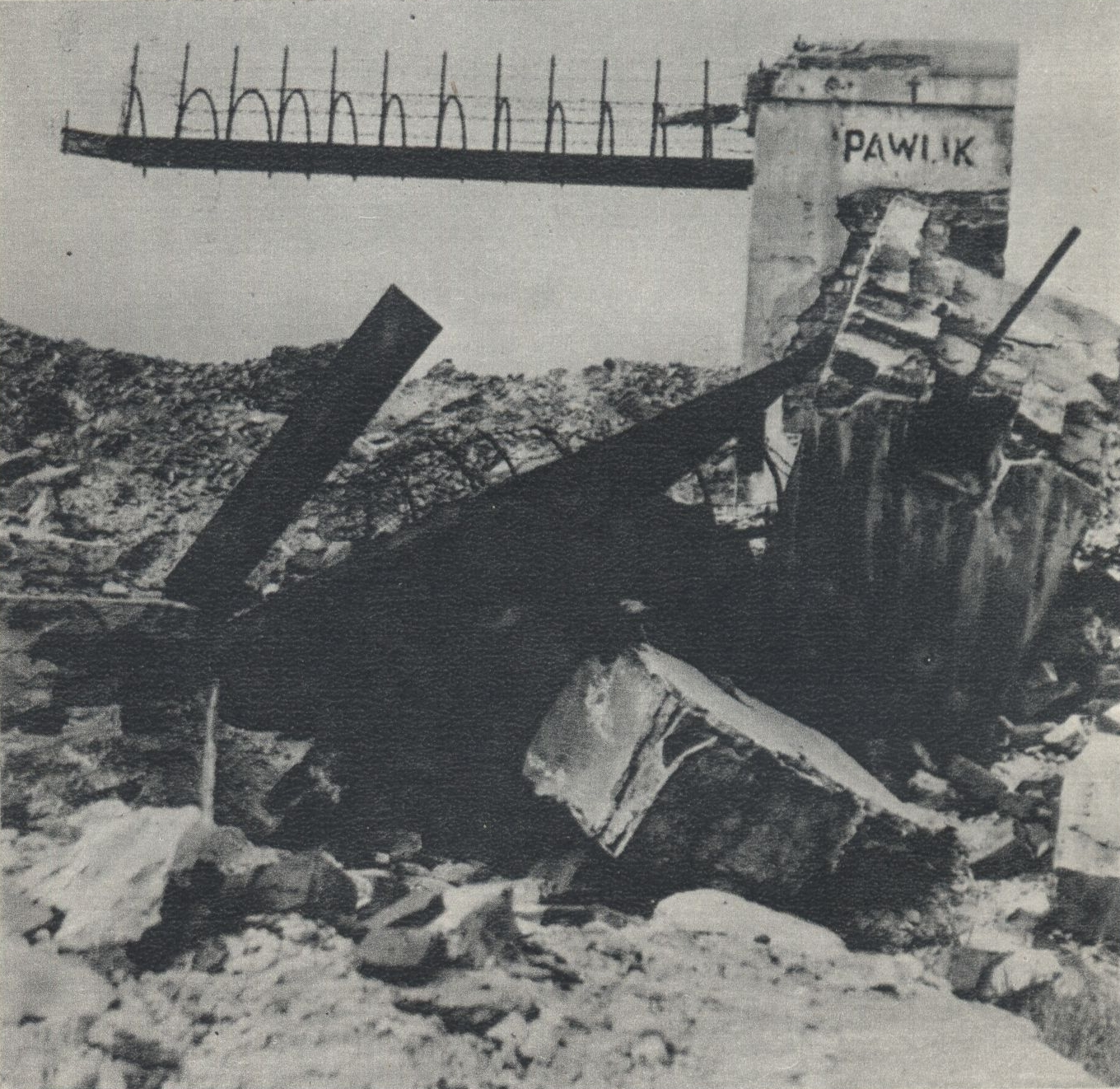
Ruiny Pawiaka w 1945, brama wjazdowa na teren oddziału męskiego

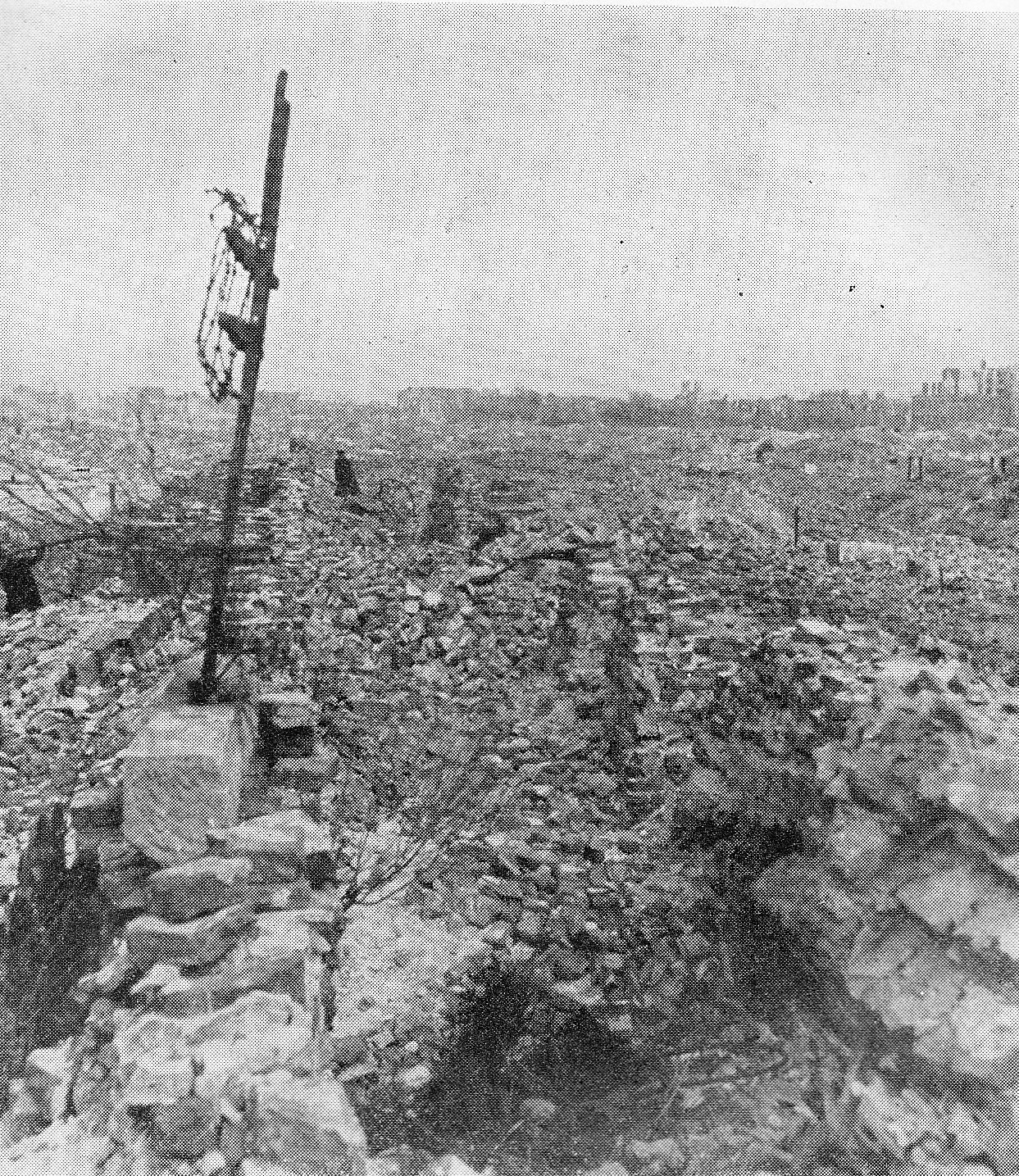
Wysadzony w powietrze kompleks więzienia i otaczające go ruiny dawnego getta

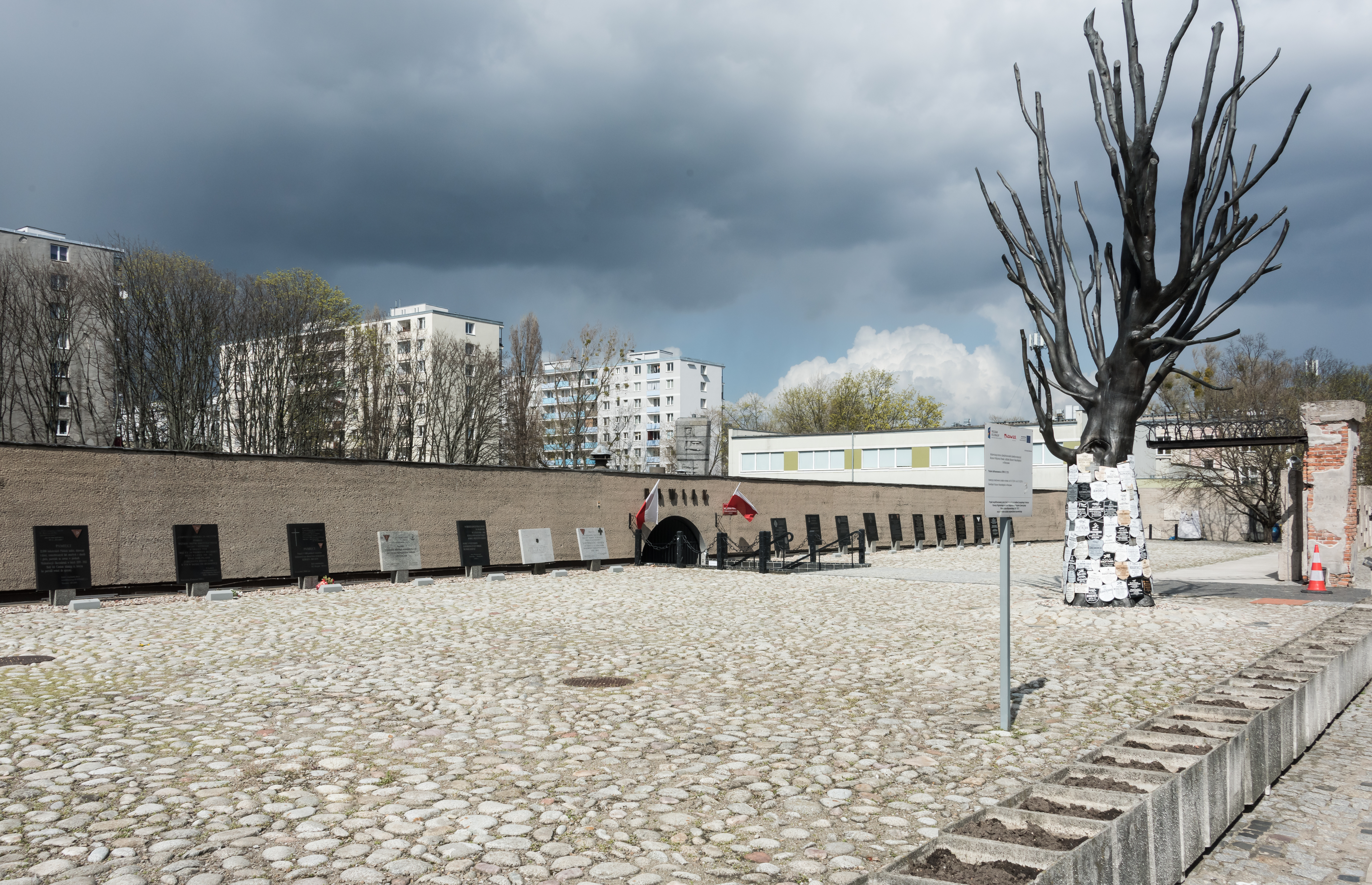
Teren dawnego więzienia (2021), widok od ul. Dzielnej. Widoczne drzewo-pomnik i wejście do Muzeum Więzienia Pawiak

Pawiak – nieistniejące już więzienie przy ul. Dzielnej 24/26 w Warszawie, wzniesione w latach 1830–1835 według projektu Henryka Marconiego między ulicami Dzielną, Pawią i Więzienną.
Kompleks więzienia składał się z oddziału męskiego oraz oddziału kobiecego, nazywanego Serbią.
W latach 1939–1944 Pawiak był największym niemieckim więzieniem politycznym na terytorium okupowanej Polski. Według szacunków historyków od 2 października 1939 do 21 sierpnia 1944 przez Pawiak przeszło ok. 100 tys. osób, z czego ok. 37 tys. zostało zamordowanych, a ok. 60 tys. wywieziono w 95 transportach do obozów koncentracyjnych, innych miejsc odosobnienia lub do pracy przymusowej.
Więzienie zostało zniszczone przez Niemców podczas powstania warszawskiego w sierpniu 1944. Nie zostało odbudowane, a w latach 50. przez jego teren przeprowadzono aleję Juliana Marchlewskiego (obecnie aleja Jana Pawła II).

## Początki Pawiaka
Kompleks więzienny wzniesiono w latach 1830–1835 według projektu Henryka Marconiego pomiędzy ulicami Dzielną, Pawią i nieistniejącą ulicą Więzienną. Od nazwy ulicy Pawiej pochodzi jego zwyczajowa nazwa. Było to pierwsze nowoczesne więzienie w Warszawie.
Od 1863 Pawiak był więzieniem politycznym z oddziałami męskim i kobiecym. W latach zaborów więzieni tu byli członkowie Rządu Narodowego, powstańcy 1863 r., tysiące działaczy partii robotniczych, narodowych i ludowych.
W czasie rewolucji 1905 roku Pawiak był, obok Cytadeli Warszawskiej, głównym więzieniem politycznym dla jej uczestników. Szerokim echem w całej Polsce odbiło się wówczas brawurowe uwolnienie 24 kwietnia 1906 przez członków Organizacji Bojowej PPS pod dowództwem Jana Gorzechowskiego ps. „Jur” 10 więźniów Pawiaka zagrożonych karą śmierci.
W 1931, na podstawie wspomnień pułkownika Jur-Gorzechowskiego, został zrealizowany film fabularny „Dziesięciu z Pawiaka”. 24 kwietnia 1936 Prezydent RP Ignacy Mościcki przyjął delegację Stowarzyszenia Byłych Więźniów Politycznych, która wręczyła mu zaproszenie na uroczystą akademię z okazji 30. rocznicy uprowadzenia 10 więźniów z Pawiaka. Delegacja przedstawiła prezydentowi czterech żyjących uczestników tego czynu: płk. Jana Jur-Gorzechowskiego, Edwarda Dąbrowskiego, Franciszka Łagowskiego i Antoniego Kollę, którzy wręczyli prezydentowi akt, na którego podstawie więźniowie z Pawiaka zostali uprowadzeni.
Więzieniem śledczym, zarówno kryminalnym, jak i politycznym, był Pawiak do końca panowania rosyjskiego w Królestwie.
Taki też charakter Pawiak zachował w Polsce niepodległej.
Prostokątny plac pod więzienie zajmował obszar o powierzchni 1,5 ha. Otoczony był murem z dwiema zwyżkami strażniczymi od strony ulicy Dzielnej i jedną od ulicy Pawiej. Gmach główny mieszczący więzienie męskie, o długości ok. 150 m i szerokości 12 m, składał się z czterech kondygnacji (suterena, parter, pierwsze i drugie piętro). Budynek oddziału kobiecego, nazywanego Serbią, mieścił się w dwupiętrowym budynku dawnego szpitala wojskowego w zachodniej części kompleksu.
Mieszkańcy Warszawy zwyczajowo określali Pawiakiem cały kompleks więzienia, tj. zarówno właściwy Pawiak (oddział męski), jak i oddział kobiecy (Serbię).
Pojemność Pawiaka, wraz z oddziałem kobiecym, wynosiła ok. 1000 więźniów. Oprócz budynków z celami dla więźniów znajdowały się tam także powstałe w różnym czasie zabudowania pomocnicze, mieszczące m.in.: magazyny, warsztaty więzienne, garaże, kuchnię, łaźnię, pralnię i kartoflarnię.

## Okres II wojny światowej
Pierwszych Polaków osadzano w Pawiaku od 2 października 1939. Byli to więźniowie aresztowani na podstawie niemieckich list proskrypcyjnych tzw. Sonderfahndungsbuch Polen, na których znajdowali się działacze polityczni i samorządowi, przedstawiciele kultury, przedsiębiorcy i członkowie różnych polskich organizacji. Aresztowania te przeprowadzano w ramach akcji represji na polskiej inteligencji tzw. Intelligenzaktion przeprowadzanej przez grupy operacyjne Einsatzgruppen działające w czasie kampanii wrześniowej w Polsce. W początku października 1939 roku do Warszawy przybyli funkcjonariusze Einsatzgruppe IV i natychmiast przystąpili do realizacji swoich zadań operacyjnych, dokonując licznych rewizji oraz masowych aresztowań.
29 kwietnia 1940 więzienie wizytował Reichsführer-SS Heinrich Himmler. 2 maja 1940 roku ponad ośmiuset więźniów po raz pierwszy wysłano do niemieckiego obozu koncentracyjnego Sachsenhausen. 14 sierpnia 1940 z Pawiaka odszedł pierwszy transport więźniów do obozu Auschwitz-Birkenau.
W listopadzie 1940 więzienie znalazło się w obrębie warszawskiego getta.
W pierwszym okresie funkcjonowania Pawiaka do marca 1940 r. więzienie podlegało Wydziałowi Sprawiedliwości Urzędu Generalnego Gubernatorstwa. W marcu tego roku Pawiak stał się więzieniem śledczym Policji Bezpieczeństwa i Służby Bezpieczeństwa Dystryktu Warszawskiego a szczególnie jej Wydziału IV Tajnej Policji Państwowej – Gestapo, największym więzieniem politycznym na terenie okupowanej Polski. Funkcje pomocnicze dla Pawiaka spełniało więzienie mokotowskie.
Egzekucje więźniów politycznych z Warszawy Niemcy przeprowadzali zazwyczaj w tajemnicy, w okolicach niedostępnych dla osób postronnych. Miejscami kaźni stały się m.in.: ogrody sejmowe przy ul. Wiejskiej; Las Kabacki; Szwedzkie Góry na terenie Bemowa; Las Sękociński koło Magdalenki; Lasy Chojnowskie koło Stefanowa; Laski, Wydmy Łuże i Wólka Węglowa na obrzeżach Kampinosu; a przede wszystkim – Palmiry.
Latem 1942 roku załoga Pawiaka uczestniczyła w wielkiej akcji deportacyjnej mieszkańców getta do obozu zagłady w Treblince. Na terenie więzienia gromadzono część mienia po wywożonych Żydach, m.in. w dawnej kaplicy na oddziale męskim zorganizowano skład leków z aptek getta.
31 grudnia 1943 strażnik więzienny Wippenbeck powiesił w celi zbiegłego z obozu jenieckiego Stalag VIII B brytyjskiego lotnika Geofreya Hickmanna; jako przyczynę śmierci oficjalnie podano samobójstwo.
Podczas powstania w getcie Pawiak był stale ochraniany przez straż ogniową z uwagi na pożary kamienic otaczających kompleks więzienia. Po stłumieniu powstania w maju 1943, więźniów zaczęto rozstrzeliwać w ruinach dawnej „żydowskiej dzielnicy mieszkaniowej” – zwłaszcza na posesjach sąsiadujących z Pawiakiem ulic: Dzielnej, Gęsiej, Zamenhofa, Lubeckiego i Nowolipki. Częstym miejscem egzekucji były m.in. kamienice przy ul. Dzielnej 25 i 27, znajdujące się naprzeciwko głównej bramy więzienia. 11 czerwca 1943 Heinrich Himmler wydał rozkaz, na mocy którego Pawiak miał zostać przekształcony w obóz koncentracyjny. Ostatecznie pomysł ten został jednak zarzucony, a obóz koncentracyjny KL Warschau został zorganizowany w pobliżu Pawiaka – w rejonie ul. Gęsiej na obszarze byłego getta.
Masowe zbrodnie na Pawiaku w maju 1943 wstrząsnęły Warszawą. Na murach domów, tablicach ogłoszeniowych oraz chodnikach pojawiły się napisy „Pawiak pomścimy”. Od października 1943 r. w Warszawie odbywały się natomiast jawne egzekucje na ulicach miasta mające na celu zastraszenie mieszkańców stolicy. Na Pawiak przywożono wówczas masę ludzi złapanych w ulicznych łapankach i obławach. Egzekucje więźniów od 16 października 1943 r. do 15 lutego 1944 r. odbywały się codziennie, a nawet kilka razy w ciągu dnia. Nazwiska rozstrzelanych umieszczano na obwieszczeniach lub ogłaszano przez megafony uliczne („szczekaczki”).
Na Pawiaku przebywało stale ok. 3000 więźniów, z czego ok. 2200 na oddziale męskim i ok. 800 na oddziale kobiecym (Serbii).
Około 60 tys. więźniów wywieziono do obozów koncentracyjnych, najwięcej do Auschwitz-Birkenau, a także do Ravensbrück, Groß-Rosen, Majdanka, Stutthof, Sachsenhausen, obozu pracy w Treblince i do Buchenwaldu. Więźniowie Pawiaka po wcześniejszym pobycie w tych obozach osadzani byli także m.in. w Mauthausen-Gusen, Dachau, Flossenbürgu i Bergen-Belsen. Ustalono szczegółowe dane o 95 takich transportach w okresie funkcjonowania obozu.
Na Pawiaku działał szpital więzienny, składający się z dwóch oddzielnych oddziałów – męskiego i kobiecego. Każdy z nich liczył ok. 40 łóżek. Były one dobrze wyposażone. Do kwietnia 1944 w szpitalu oprócz lekarzy-więźniów zatrudniano także polskich lekarzy z miasta.
Konspiracja rozwinęła się w oparciu o dwie siatki – zewnętrzną i wewnętrzną. Już w 1939 r. rozpoczęła działalność komórka więzienna SZP (Służba Zwycięstwu Polski), a następnie ZWZ-AK (Związek Walki Zbrojnej – Armia Krajowa). Pod koniec 1942 r. powstała komórka więzienna Delegatury Rządu. Kontakty zewnętrzne utrzymywane były przez polskich funkcjonariuszy więziennych, lekarzy z miasta oraz delegatkę i pracownice Patronatu. Z siatką wewnętrzną współpracowali więźniowie funkcyjni – lekarze, pracownicy administracji więziennej i kolumny sanitarnej oraz więźniowie, którzy pracowali w warsztatach.
Wynikiem współdziałania komórki więziennej na Pawiaku z wolnością były słynne akcje zapoczątkowane odbiciem 26 marca 1943 r. przez specjalny Oddział Grup Szturmowych Szarych Szeregów w akcji pod Arsenałem Jana Bytnara „Rudego” dowódcy Hufca „Południe” oraz 20 innych więźniów przewożonych z siedziby Gestapo w al. Szucha 25 na Pawiak. W następstwie współpracy komórki więziennej z Armią Krajową Kierownictwo Walki Podziemnej wydawało wyroki śmierci na gestapowców i katów z Pawiaka i Szucha. 7 września 1943 u zbiegu ulic Marszałkowskiej i Litewskiej wykonano wyrok na znanym oprawcy więźniów Pawiaka SS-Oberscharführerze Franzu Bürklu, a 1 października 1943 na Erneście Weffelsie, wachmajstrze na Serbii. 15 czerwca 1944 w akcji przeprowadzonej przez żołnierzy oddziału „A” Kedywu na ulicy Krasińskiego zginął SS-Obersturmführer Herbert Junk, komendant więzienia Pawiak od marca 1942 do marca 1943.
Wobec zbliżającego się frontu, 23 lipca 1944 Niemcy rozpoczęli przygotowania do likwidacji więzienia. 30 lipca 1944 wysłano dwa ostatnie transporty więźniów z Pawiaka: do KL Gross-Rosen ok. 1400 mężczyzn, a do KL Ravensbrück ok. 400 kobiet. 31 lipca zwolniono niewielką grupę więźniarek z małymi dziećmi, jak również lekarki i lekarzy. Już podczas powstania warszawskiego, w dniach 13 i 18 sierpnia, w ruinach getta odbyły się ostatnie egzekucje więźniów Pawiaka. 20 sierpnia nastąpiła ewakuacja niemieckiej załogi więzienia, zaś 21 sierpnia 1944 Pawiak oraz sąsiadujące z więzieniem budynki zostały wysadzone w powietrze.
Masowe zbrodnie popełniane na Pawiaku wywierały ogromne wrażenie na mieszkańcach Warszawy. Napisy „Pawiak pomścimy” pojawiały się aż do wybuchu powstania warszawskiego.

## Personel Pawiaka
Od listopada 1940 Pawiak objął personel Gestapo. Pierwszym komendantem był Otto Gottschalk, pod którego rozkazami pozostawało pięćdziesięciu wachmajstrów. W czasie II wojny światowej w skład personelu Pawiaka wchodzili:
- Komendanci:
  - Otto Gottschalk – SS-Obersturmrführer, komendant od 1940[33],
  - Helmut Heiss – SS-Unterscharführer, komendant Pawiaka i funkcjonariusz Gestapo[34],
  - Norbert Bergh-Trips – SS-Obersturmführer, funkcjonariusz Gestapo w okupowanej Warszawie, ostatni komendant Pawiaka.
- Zastępcy komendanta:
  - Hans Felhaber – SS-Oberscharführer w latach 1940–1941, zastępca komendanta[33],
  - Gerhard Hiersemann – SS-Sturmscharführer, sekretarz kryminalny, zastępca komendanta w latach 1941–1943[34],
  - Franz Bürkl – SS-Oberscharführer oficer Gestapo, zastępca komendanta – zastrzelony przez AK w Akcji Bürkl 7 września 1943[35],
  - Engelbert Frühwirth – SS-Oberscharführer[36],
- Wachmajstrzy:
  - Albert Muller – SS-Rottenführer,
  - Arno Schubert – SS-Rottenführer, wachmajster[37],
  - Thomas Wippenbeck – SS-Rottenführer zwany „Wieszatielem”[38],
  - Josef Krummschmidt – SS-Sturmmann również zwany „Dusicielem”[39],
  - Fritz Michael Runhrenschopf – SS-Rottenführer,
  - Otto Wulfes – SS-Unterscharführer,
  - Ernst Weffels – SS-Sturmmann, wachmajster i jeden ze słynących z sadyzmu funkcjonariusz personelu – zastrzelony przez AK w Akcji Główki 1 października 1943 roku[40],
  - Otto Schomacker – SS-Rottenführer, wachmajster[41],
  - Konrad Schweitzer – SS-Rottenführer, wachmajster[41],
  - Michił Kowalenko (lub Kobolenko) – SS-man narodowości ukraińskiej przeniesiony z obozu SS w Trawnikach[42],
  - Iwan Kozaczenko – SS-man narodowości ukraińskiej, wachmajster[43],
  - Herbert Schultz – SS-Oberscharführer zabity przez AK 6 maja 1943 w Akcji Główki,
  - Reinhold Kruger – SS-Rottenführer, wachmajster[44],
  - Ewald Lange – SS-Rottenführer zabity przez AK 22 maja 1943 w Akcji Główki,
  - Karl Brockmann – SS-Rottenführer zabity przez AK 22 maja 1943 w Akcji Główki,
  - Jacob Lechner – SS-Obersturmführer zabity przez AK 5 października 1943 w Akcji Główki,
  - Otto Zander – SS-Oberscharführer, wachmajster, na którego zbrodnie na Pawiaku podziemie wydało karę śmierci, która nie została wykonana, ponieważ przeniesiono go do Krakowa[45],
  - Stephan Klein – SS-Scharführer zabity przez AK 25 października 1943 w Akcji Główki
  - Elias Jatz – SS-Mann, volksdeutsch[46],
  - Eduard Hanisz – SS-Mann[43],
  - Bethke – SS-mann[47],
  - Thadaus Henke – wachmajster[44],
  - Alfons Piecyk – SS-Unterscharführer, wachmajster[44],

## Osądzenie zbrodni
Zbrodnie dokonane na Pawiaku były jednym z elementów wielowątkowego powojennego procesu SS-Standartenführera Ludwiga Hahna, który toczył się przed Sądem Krajowym w Hamburgu od maja 1972 roku do 5 czerwca 1973. Prokurator zażądał dla Hahna kary dożywotniego pozbawienia wolności. Mimo licznych dowodów oraz zeznań szeregu świadków sąd uznał jednak, że Hahnowi można udowodnić jedynie rozstrzelanie grupy więźniów Pawiaka w lipcu 1944 i wymierzył mu za wydanie rozkazu wymordowania wszystkich więźniów Oddziału III Pawiaka karę 12 lat pozbawienia wolności. Od wyroku odwołały się zarówno prokuratura motywująca, że wyrok jest niewspółmiernie niski w stosunku do wagi czynu, jak również obrona, która domagała się uniewinnienia. Wraz z Hahnem sądzono również strażnika więziennego z Pawiaka, SS-Rottenführera Thomasa Wippenbecka (zwanego „wieszatielem”), którego sąd uznał winnym pomocnictwa w mordzie, lecz na podstawie par. 47 rozdz. 2 wojskowego kodeksu karnego odstąpił od wymierzenia kary.

## Powojenna historia Pawiaka
Ocalał prawy słup bramy i wiąz szypułkowy, który rósł tuż obok niej po wewnętrznej stronie muru więziennego. Do drzewa tego rodziny pomordowanych przez Niemców więźniów mocowały tabliczki z ich nazwiskami. Wiąz jednak usechł w 1984 r., dlatego pracownicy Gliwickich Zakładów Urządzeń Technicznych (GZUT) wycięli go, zdjęli z niego formę i wykonali odlew brązowy, ustawiony na tym samym miejscu w 2005 roku (tzw. Pomnik Drzewa Pawiackiego).
Obecnie na terenie Pawiaka znajduje się Muzeum Więzienia Pawiak, działające jako oddział Muzeum Niepodległości. Placówka została otwarta 28 listopada 1965.
18 czerwca 1983 w czasie swojej drugiej podróży do Polski na terenie Pawiaka zatrzymał się Jan Paweł II oddając hołd pomordowanym.

## Upamiętnienie
- Napis na jednej z tablic na Grobie Nieznanego Żołnierza w Warszawie („PAWIAK – AL. SZUCHA 1939–1945”).
- Tablica na murze kościoła św. Stanisława Kostki w Warszawie.

## Galeria

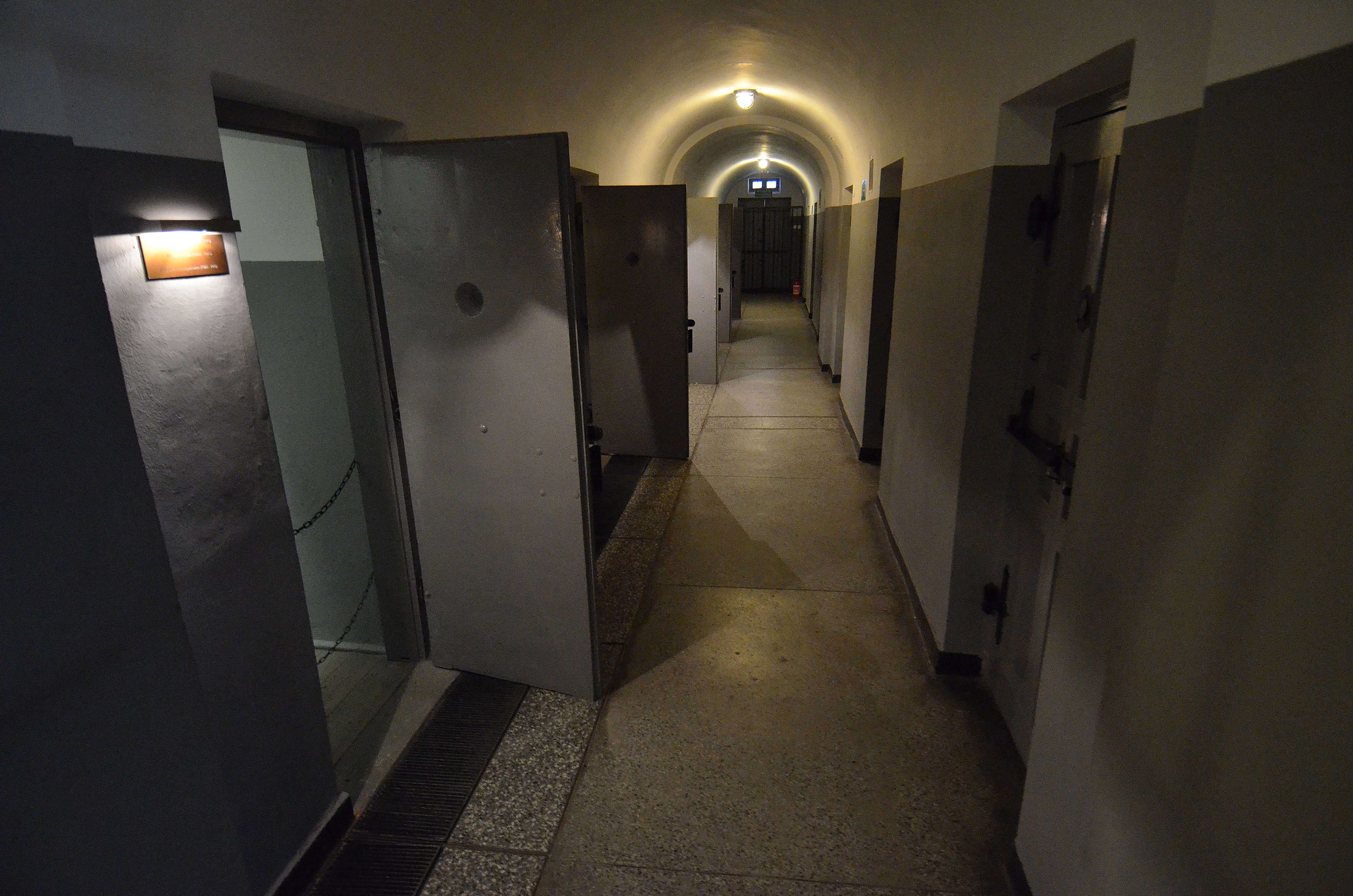
Muzeum Więzienia Pawiak. Zachowana piwnica gmachu – korytarz z celami więziennymi
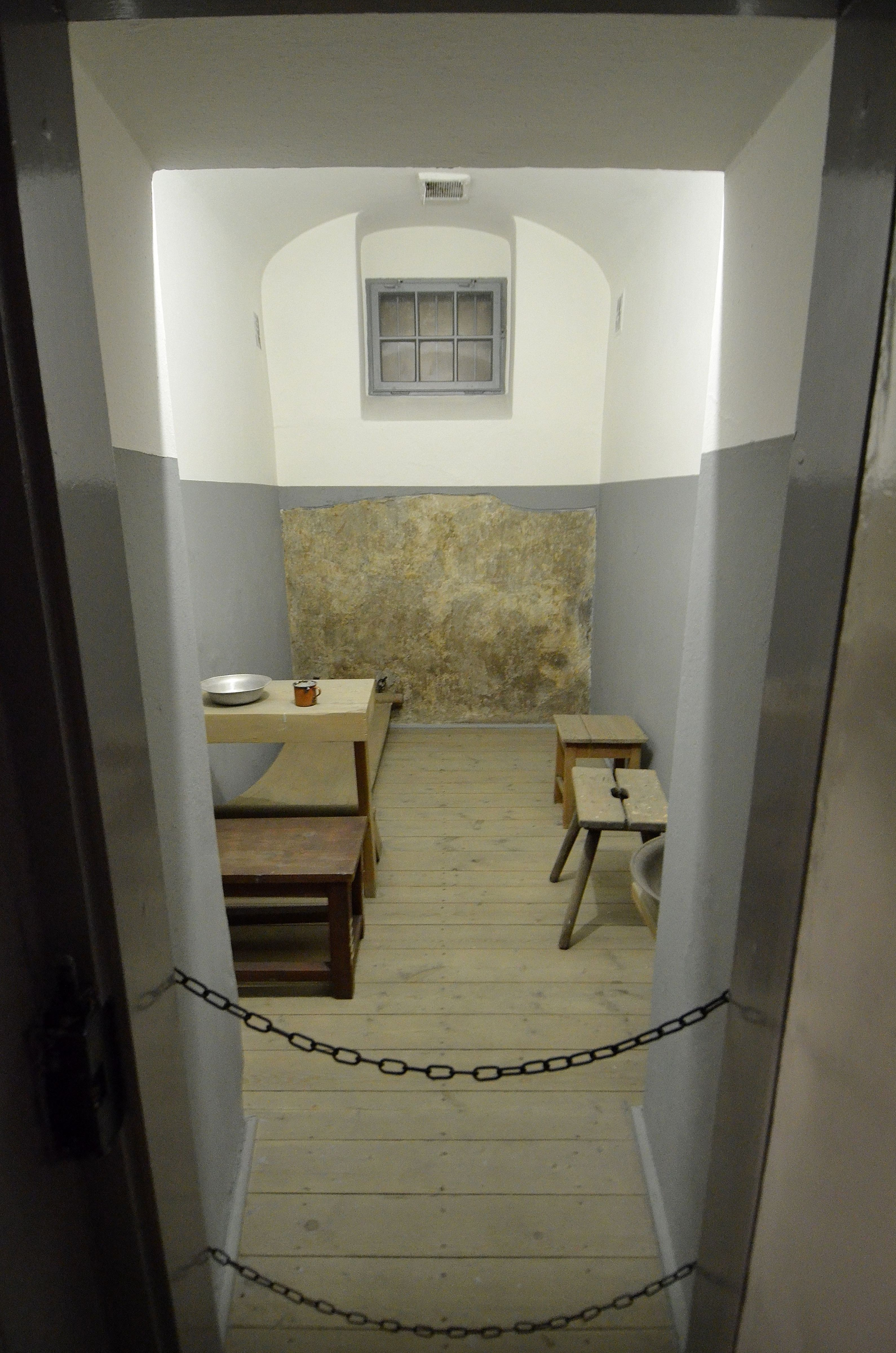
Jedna z cel
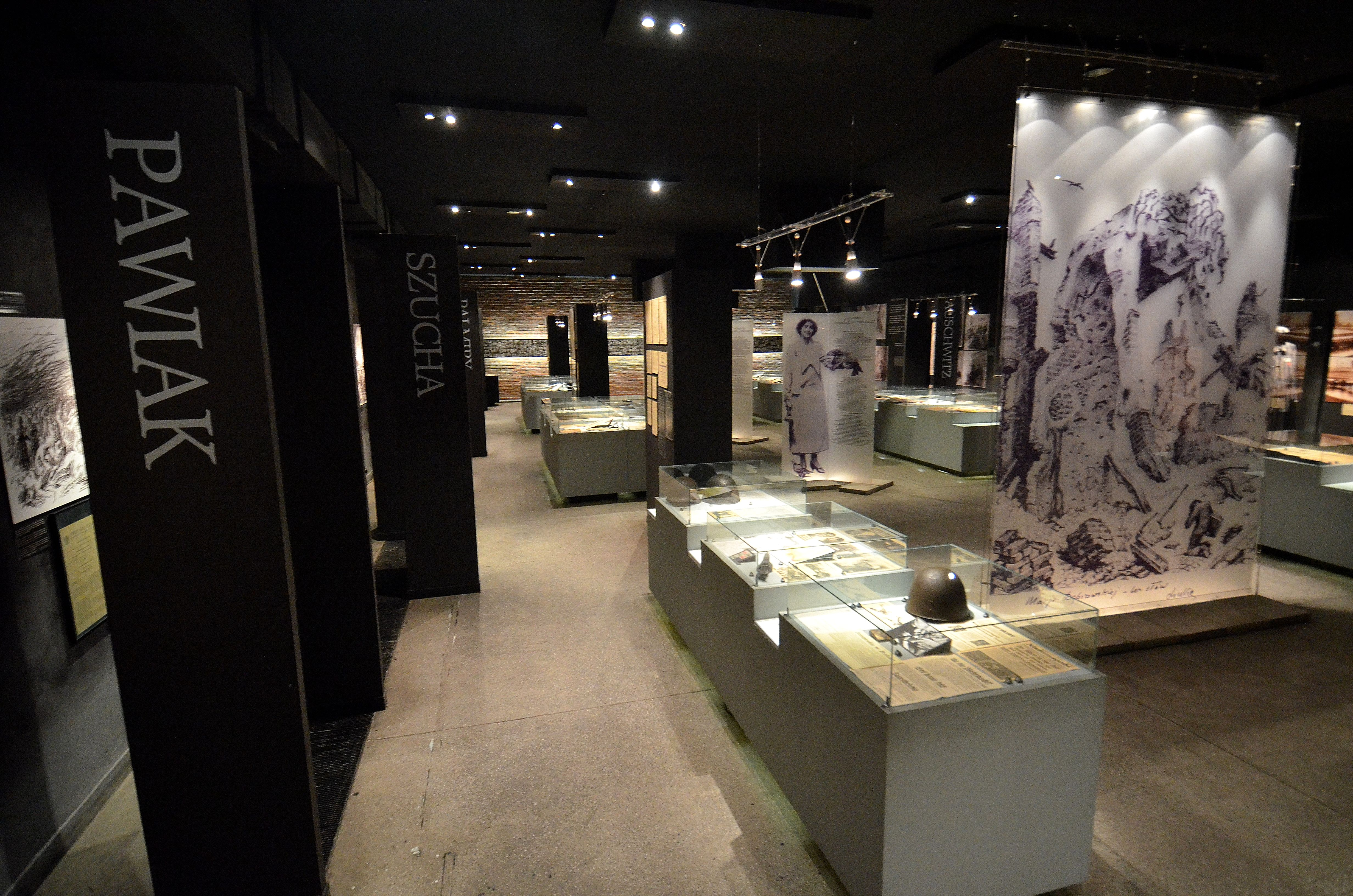
Fragment ekspozycji muzealnej
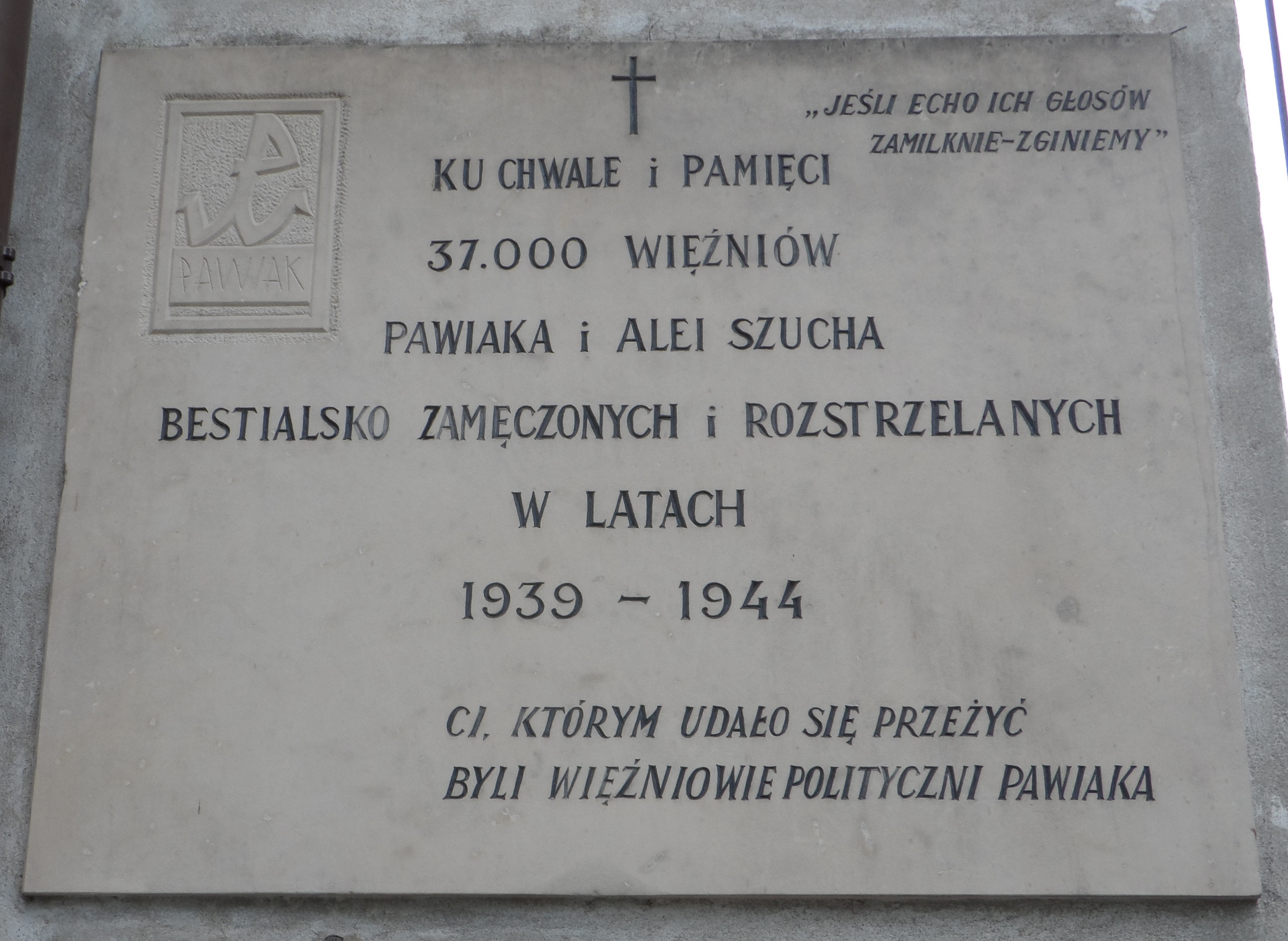
Tablica na murze kościoła św. Stanisława Kostki w Warszawie, upamiętniająca 37 tys. więźniów Pawiaka zamordowanych w latach 1939–1944